# Coincy, Moselle
Coincy là một xã trong vùng Grand Est, thuộc tỉnh Moselle, quận Metz-Campagne, tổng Pange. Tọa độ địa lý của xã là 49° 06' vĩ độ bắc, 06° 17' kinh độ đông. Coincy nằm trên độ cao trung bình là 235 mét trên mực nước biển, có điểm thấp nhất là 194 mét và điểm cao nhất là 259 mét. Xã có diện tích 7,15 km², dân số vào thời điểm 2004 là 308 người; mật độ dân số là 42,8 người/km². Xã thuộc Pháp từ năm 1918.

## Thông tin nhân khẩu
| 1931 | 1936 | 1946 | 1954 | 1962 | 1968 | 1975 | 1982 | 1984 | 1990 | 1999 |
| ---- | ---- | ---- | ---- | ---- | ---- | ---- | ---- | ---- | ---- | ---- |
| 125  | 123  | 112  | 132  | 98   | 107  | 137  | 202  | 250  | 272  | 286  |